# سرن (بلژیک)
شهر سرن (به فرانسوی: Seraing) در شهرستان لیئژ  در استان لیئژ  در منطقه فدرال والوون در کشور بلژیک واقع شده‌است.